# Władimir Szczerbakow (generał)
Władimir Iwanowicz Szczerbakow (ros. Владимир Иванович Щербаков, ur. 14 lipca?/27 lipca 1901 we wsi Urywki w guberni orłowskiej, zm. 4 listopada 1981 w Leningradzie) – radziecki dowódca wojskowy, generał porucznik.

## Życiorys
W 1919 wstąpił do Armii Czerwonej, w wojnie domowej walczył na Froncie Południowym i Froncie Południowo-Zachodnim jako dowódca plutonu i kompanii, 1920 skończył kursy piechoty, 1921 brał udział w likwidacji powstania w guberni podolskiej. Od listopada 1923 do listopada 1930 był dowódcą kompanii, batalionu i szefem sztabu pułku piechoty, 1928 skończył kursy „Wystrieł”, od listopada 1930 do lipca 1938 był wykładowcą taktyki i szefem sekcji kursów kadry dowódczej rezerwy w Leningradzie, 1938 ukończył Akademię Wojskową im. Michaiła Frunzego. Od lipca 1938 do lutego 1939 był pomocnikiem dowódcy 90 Dywizji Piechoty, a od lutego 1939 do stycznia 1941 dowódcą 104 Dywizji Piechoty, z którą uczestniczył w wojnie z Finlandią, w lutym 1939 otrzymał stopień kombriga. W styczniu 1941 został dowódcą 50 Korpusu Piechoty w Leningradzkim Okręgu Wojskowym, po ataku Niemiec i ich sojuszników na ZSRR walczył na Przesmyku Karelskim, w sierpniu 1942 został dowódcą 42 Armii, 24 września 1941 został odsunięty od stanowiska przez Żukowa „jako niesprawdzający się” i przesunięty na niższą funkcję dowódcy 11 Dywizji Piechoty, od marca do kwietnia 1942 był zastępcą dowódcy 23 Armii, następnie dowódcą 14 Armii działającej na Froncie Karelskim. 28 kwietnia 1943 został mianowany generałem porucznikiem, 1944 na czele 14 Armii dowodził operacją petsamsko-kirkeneską, od lutego 1945 do lutego 1946 był zastępcą dowódcy wojsk Nadbałtyckiego Okręgu Wojskowego, 1947 ukończył Wyższe Kursy Akademickie przy Wojskowej Akademii Sztabu Generalnego i został dowódcą wojsk Archangielskiego, a w maju 1949 Gorkowskiego Okręgu Wojskowego. W styczniu 1953 został I zastępcą dowódcy Woroneskiego Okręgu Wojskowego, w sierpniu 1957 zakończył służbę wojskową. Był deputowanym do Rady Najwyższej ZSRR 3 kadencji.

## Ordery i odznaczenia
- Order Lenina
- Order Czerwonego Sztandaru (czterokrotnie)
- Order Suworowa I klasy
- Order Czerwonej Gwiazdy